# Adil Rezzaki
Adil Rezzaki (né en 1979) est un footballeur marocain évoluant au poste de gardien de but. Il joue actuellement au club du KAC de Kénitra.
Le 18 décembre 2007, il est pré-sélectionné en équipe nationale marocaine par Henri Michel pour participer à la CAN 2008.

## Carrière
- 2006-2007 : Hilal de Nador  Maroc
- 2007-2008 : KAC de Kénitra  Maroc
- 2009-2010 : FUS de Rabat  Maroc